# Couvent des Capucins de Lubartów
Pour les articles homonymes, voir Couvent des Capucins.
Le couvent des Capucins de Lubartów (klasztor braci mniejszych kapucynów) est un couvent de frères mineurs capucins situé à Lubartów en Pologne. Il est placé sous le vocable de saint Laurent.

## Historique

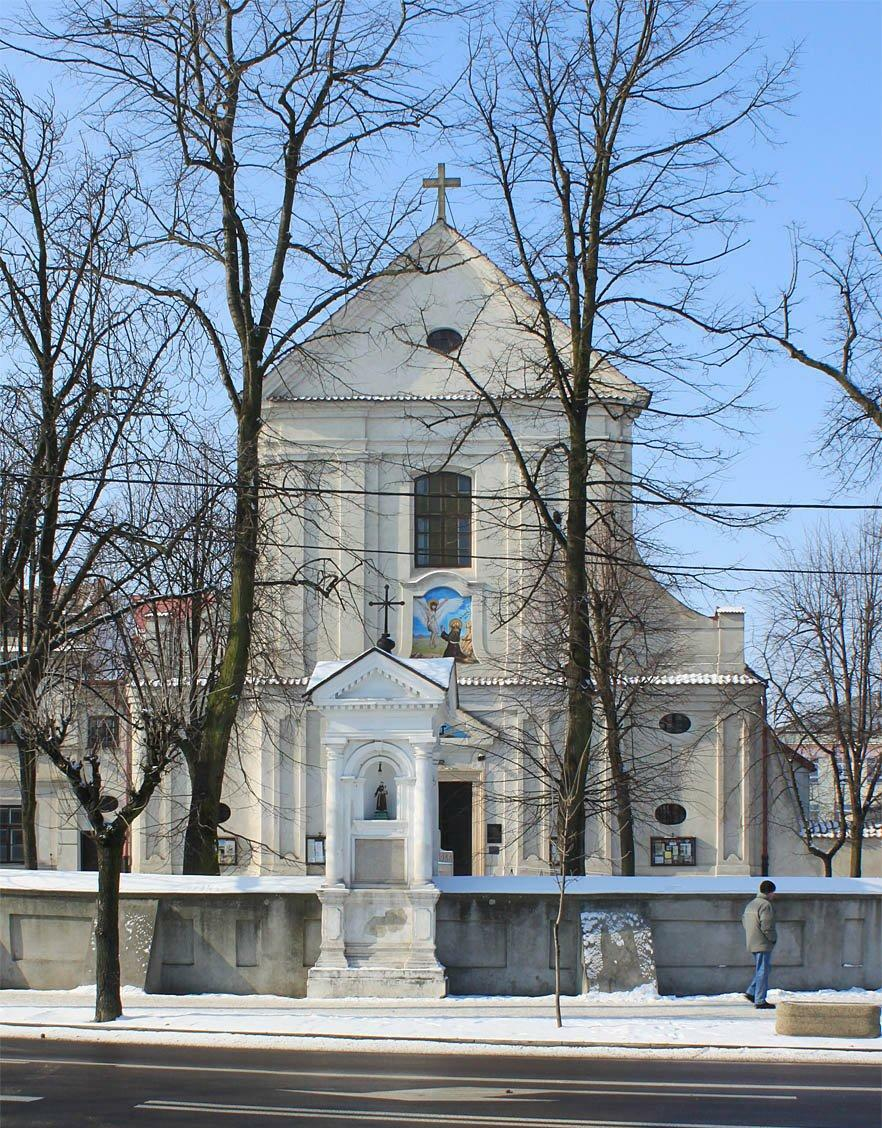
Façade de l'église Saint-Laurent en hiver

L'acte de fondation du couvent date de 1736. Ce couvent d'architecture baroque très simple avec la façade de son église sans clocher, ornée de pilastres toscans soutenant un fronton triangulaire, a été construit en 1737-1741 grâce à la protection du prince Sanguszko, qui avait déjà installé des capucins à Lublin. Les plans sont dessinés par l'architecte Paolo Antonio Fontana (1696-1765), originaire de Vénétie. L'église est consacrée en 1751 par Mgr Michał Kunicki, suffragant de Cracovie. Elle est caractérisée par sa hauteur, mais ressemble aux autres églises des capucins de cette époque, comme celle du couvent d'Ostrog, ou celle du couvent d'Olesko, construites sur le modèle de l'église mère de Rome.
L'intérieur, avec ses encorbellements, ses niches et ses pilastres, est de style baroque. Le tableau du maître-autel est de Szymon Czechowicz. Il représente le martyre de saint Laurent.
La province fait partie de l'Empire russe à la fin du XVIIIe siècle. Le couvent sert de noviciat. Après l'insurrection polonaise de 1831, il est mis sous surveillance policière, par crainte de manifestations de nationalisme polonais. Le bienheureux Honorat de Biala y fait son noviciat en 1848 et y est ordonné prêtre en 1852. Les autorités impériales ferment en février 1867 le couvent qui abritait à l'époque douze capucins et l'église devient simple église paroissiale, tandis que les bâtiments conventuels servent d'hôpital. Les frères mineurs capucins y retournent le 25 juillet 1938. Ils font partie de la province de Varsovie. Le couvent est restauré en 1978.
Son gardien (supérieur chez les capucins) est le P. Józef Koszarny.